# رسول، رائی و افشاگر
رسول، رائی و افشاگر عنوانی کلیساییست که در کلیسای عیسی مسیح قدیسان آخر الزمان برای اعضای رهبری اول و شورای دوازده حواری به کار می‌رود. در گذشته، به پدرخواندهٔ رئیس کلیسا و دستیار رئیس کلیسا هم اطلاق شده است.
واژگان رسول، رائی و افشاگر در جنبش قدیسان آخرالزمان معناهایی مشخص و متمایز دارند.